# 22e étape du Tour d'Italie 1998
La 22e et dernière étape du Tour d'Italie 1998 a eu lieu le 7 juin, sur un parcours de 173 km partant de Lugano et arrivant à Milan. Elle a été remportée par le sprinter italien Gian Matteo Fagnini, déjà vainqueur de la 20e étape l'avant-veille. Marco Pantani, dominateur dans la montagne, remporte ce Giro.

## Classement de l'étape
| \| 1. \| Gian Matteo Fagnini \| \| Saeco \| en \| \| \| 2. \| Massimo Strazzer \| \| Cantina Tollo \| + \| m.t. \| \| 3. \| Zbigniew Spruch \| \| Mapei-Bricobi \| \| m.t. \| |                     |  |               |    |      |
| 1. | Gian Matteo Fagnini |  | Saeco         | en |      |
| 2. | Massimo Strazzer    |  | Cantina Tollo | +  | m.t. |
| 3. | Zbigniew Spruch     |  | Mapei-Bricobi |    | m.t. |

## Classement général
| \| 1. \| Marco Pantani \| \| Mercatone Uno \| en \| \| \| 2. \| Pavel Tonkov \| \| Mapei-Bricobi \| + \| 1 min 33 s \| \| 3. \| Giuseppe Guerini \| \| Polti \| \| 6 min 51 s \| |                  |  |               |    |            |
| 1. | Marco Pantani    |  | Mercatone Uno | en |            |
| 2. | Pavel Tonkov     |  | Mapei-Bricobi | +  | 1 min 33 s |
| 3. | Giuseppe Guerini |  | Polti         |    | 6 min 51 s |